# Pen y Castell
Pen y Castell är ett slott i Storbritannien.   Det ligger i kommunen Ceredigion och riksdelen Wales, i den södra delen av landet, 280 km väster om huvudstaden London. Pen y Castell ligger 124 meter över havet.
Terrängen runt Pen y Castell är kuperad åt nordost, men åt sydväst är den platt. Runt Pen y Castell är det ganska glesbefolkat, med 43 invånare per kvadratkilometer. Närmaste större samhälle är Aberystwyth, 8,5 km nordväst om Pen y Castell. Trakten runt Pen y Castell består i huvudsak av gräsmarker.